# ジェームズ・ジョセフ・バルジャー

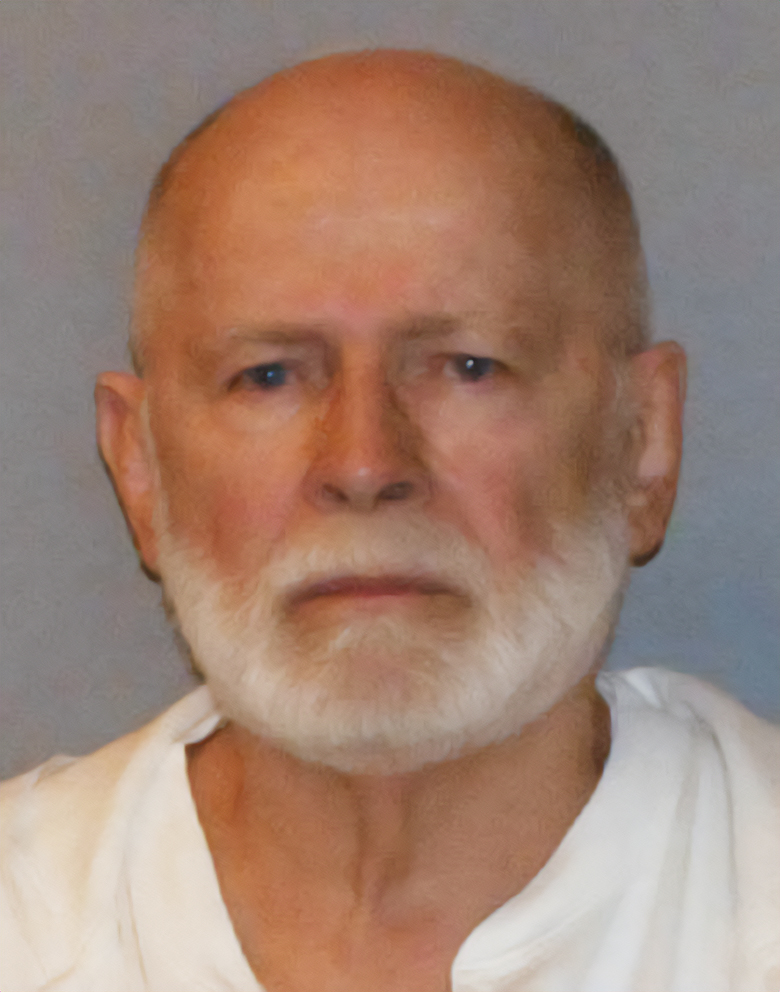
ジェームズ・ジョセフ・バルジャー（2011年8月）

ジェームズ・ジョセフ・バルジャー（英語: James Joseph Bulger, 1929年9月3日 - 2018年10月30日）は、1970年代から1990年代にかけて活動したアメリカ合衆国ボストンの元裏社会首領で、元マサチューセッツ州上院議長ウィリアム・バルジャーの兄である。「ホワイティ (Whitey)」の通称で知られた。

## 経歴
1929年9月3日、アイルランド系アメリカ人の両親の間にボストンのローチェスターで生まれる。1950年代にハウィー・ウィンター、ジェームズ・マクリーンらと共にウィンターヒル・ギャングを結成し、同じくアイルランド系のチャールズタウン・モブ、マフィアのパトリアルカ一家などと熾烈な抗争を繰り広げた。
1975年、連邦捜査局 (FBI) の情報提供者となり、パトリアルカ一家に関する情報を提供していたが、その立場を悪用して次々に犯罪を実行した。1995年に一旦逮捕されたが逃走し、以降16年間は妻と共に逃亡生活を続けた。1999年にはFBI10大最重要指名手配に選定され、バルジャーの逮捕に繋がる情報に200万ドルの懸賞金が懸けられた。2011年6月、カリフォルニア州サンタモニカのアパートで逮捕された。2013年8月、恐喝・マネーロンダリング・麻薬取引などの犯罪と19件の殺人で起訴された。同年11月14日、終身刑2回と懲役5年の判決を受けた。
2018年10月30日、ウエストバージニア州の連邦刑務所で獄中死したことが明らかになった。享年89歳であった。米メディア各社は「殺害された」と報じている。

## 映像化
バルジャーの半生は2015年公開のアメリカ映画『ブラック・スキャンダル』で映像化され、ジョニー・デップがバルジャーを演じている。また、2006年公開のアメリカ映画『ディパーテッド』でジャック・ニコルソンが演じた登場人物も、バルジャーをモデルとしている。